# Entada reticulata
Entada reticulata är en ärtväxtart som beskrevs av François Gagnepain. Entada reticulata ingår i släktet Entada och familjen ärtväxter. Inga underarter finns listade i Catalogue of Life.